# 國際潛水暨度假觀光展
國際潛水暨度假觀光展（英文：Diving Resort Travel Expo）簡稱DRT SHOW，原名為中華國際潛水暨渡假觀光展，亦被稱為DRT潛水展、DRT Expo。是一以潛水相關產業鏈為主題的國際型商業展會，首屆於2010年香港展覽中心舉辦，後亦於上海、北京 、廣州 、台北 、馬尼拉、吉隆坡、新加坡、沖繩 、孟買等各亞洲城市舉辦。

## 成立宗旨
國際潛水暨度假觀光展的成立是為推廣亞太區水肺潛水、自由潛水、浮潛、技術潛水、潛水觀光旅遊、潛水裝備、水下攝影等潛水相關產業在亞太區之發展 、建立潛水相關產業鏈之互動，並偕同各地觀光局與海洋保育組織等共同推廣海洋保育等議題。  

## 重要紀事
2010年7月16－18日

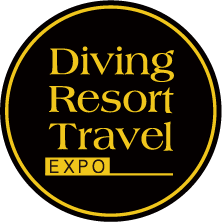
DRT SHOW於2021年6月18日前所使用的舊識別標誌

首屆中華國際潛水暨渡假觀光展於香港展覽中心舉辦。
2012年12月14－16日
香港漁農自然護理署和香港潛水總會合作舉辦之香港潛攝大賽於香港中華國際潛水暨度假觀光展舉行巡迴展出。
2013年3月22－24日
於上海東亞展覽館舉行首屆上海國際潛水暨度假觀光展。
2014年6月20－22日
與沖繩觀光會議局（Okinawa Convention & Visitors Bureau）合作，於沖繩會議中心舉辦首屆沖繩國際潛水暨度假觀光展。
2015年4月17－19日
舉辦首屆北京國際潛水暨度假觀光展。
2015年9月11－13日
於馬尼拉Megatrade Hall舉辦首屆菲律賓國際潛水暨度假觀光展。
2016年6月17－19日
於台北花博爭艷館舉辦首屆台灣國際潛水暨渡假觀光展。 
2018年2月2－4日
於吉隆坡太子世界貿易中心舉辦首屆馬來西亞國際潛水暨度假觀光展。
2018年6月1－3日
於廣州保利世貿展覽館舉辦首屆廣州國際潛水暨度假觀光展。
2019年10月18－20日
於孟買世界貿易中心舉辦首屆印度國際潛水暨度假觀光展。
2021年6月18日
發布新版識別標誌。
2021年6月18－24日
因COVID-19疫情，原台灣國際潛水暨度假觀光展改為舉辦台灣國際潛水暨度假觀光展線上展。

## 新版識別標誌

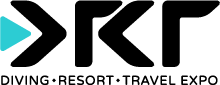
DRT SHOW新識別標誌

國際潛水暨渡假觀光展於2021年6月18日發表新版識別標誌，結合了魚、水與蛙鞋的意象，各別代表了海洋生物、海洋與潛水人，強化其與潛水的關聯。而D字中的三角形符號，則象徵著亞洲潛水產業的開始與持續前進，以呼應其創立理念－「致力於促進亞洲潛水產業的發展，並鼓勵更多人成為充滿熱情、關懷海洋生態的潛水人。」

## 外部連結
- 官方网站